# Blackwoods
Blackwoods è un film del 2001 diretto da Uwe Boll.
Si tratta di un film direct-to-video di produzione canadese-tedesca.